# Libogo
Libogo (auch: Libongo) ist ein Dorf in der Provinz Bas-Uele in der Demokratischen Republik Kongo. Es war ein Haltepunkt an der ehemaligen Uelle-Bahn.

## Geografie
Libongo liegt im Territorium Aketi der Provinz Bas-Uélé. Das Dorf liegt auf einer Seehöhe von etwa 410 Metern. Das Dorf liegt an der Straße RN4 nordwestlich von Likati, an der Stelle, an der eine Brücke mit gemischter Nutzung für Straßen- und die Eisenbahnverkehr über den Fluss Likati führt. In die andere Richtung führt die Straße Richtung Norden nach Bondo. Seit 2014 ist die Brücke in Libogo defekt und stellt ein gefährliches Verkehrshindernis für alle Verkehrsteilnehmer dar.

## Eisenbahn
Libogo lag an der Eisenbahnlinie Komba – Likati – Libongo – Bondo. Diese war eine Nebenstrecke der Hauptstrecke Vicicongo von Aketi nach Neja-Mawa. Die Linie wurde von der Société des Chemins de Fer Vicinaux du Congo gebaut. Der elf Kilometer lange Abschnitt von Likati nach Libogo wurde im September 1927 eröffnet. Der 53 Kilometer lange Abschnitt von Libogo nach Bondo wurde am 15. Mai 1928 eröffnet.